# Tengkerang Tengah
Tengkerang Tengah is een bestuurslaag in het regentschap Pekanbaru van de provincie Riau, Indonesië. Tengkerang Tengah telt 31.525 inwoners (volkstelling 2010).